# ماکسیمیلیان انگل
ماکسیمیلیان انگل (انگلیسی: Maximilian Engl؛ زادهٔ ۳۱ دسامبر ۱۹۹۷) بازیکن فوتبال اهل آلمان است.
از باشگاه‌هایی که در آن بازی کرده‌است می‌توان به باشگاه فوتبال قوت-وایس ارفورت اشاره کرد.